# Piero Gazzola
Piero Gazzola (Piacenza, 6 luglio 1908 – Negrar, 14 settembre 1979) è stato un architetto e ingegnere italiano, interessato in particolare alla tutela e alla valorizzazione del patrimonio architettonico.

## Biografia
Laureatosi nel 1932 in architettura civile e laureato in lettere nel 1934, tra il 1939 e il 1941 fu a Catania come soprintendente ai monumenti della Sicilia orientale, veste nella quale contribuì agli scavi di Piazza Armerina. Dal 1941 al 1973 ricoprì la carica di Soprintendente del Veneto occidentale a Verona, dove si prodigò nelle ricostruzioni successive alle distruzioni della seconda guerra mondiale: è ricordato in particolare per la ricostruzione del ponte di Castelvecchio e del ponte Pietra, che volle riedificare "com'erano e dov'erano" dopo che erano stati fatti saltare delle mine tedesche durante la ritirata.
Il ponte di Castelvecchio fu ricostruito dal 1949 al 1951. La Soprintendenza si avvalse della collaborazione dell'Ing. Alberto Minghetti per l'elaborazione progettuale, tecnica e anche per la direzione dei lavori in fase esecutiva, e del contributo dell'arch. Libero Cecchini, per la parte artistica.
Alcuni anni dopo dal 1957 al 1959 fu ricostruito anche il ponte Pietra, con gli interventi specialistici del prof. Carlo Anti per lo scavo archeologico, del prof. Francesco Marzolo dell'Università di Padova per il piano dei lavori rispetto al regime delle acque, del prof. Arturo Danusso dell'Università di Milano per le indagini geologiche.
Nel 1964 redasse la carta di Venezia (carta internazionale del restauro) in cui si afferma che nei centri storici antico e nuovo possono e devono coesistere con naturale continuità. Questa importante carta del restauro fu redatta a seguito di una conferenza internazionale tenutasi a Venezia, assieme ad un gruppo di esperti di restauro di diverse nazioni, fra cui anche l'italiano Roberto Pane.
Nello stesso anno fondò l'"Istituto Italiano dei Castelli", che presiedette per nove anni, dirigendone inoltre dal 1965 la rivista Castellum. In seguito fu assiduo difensore del centro storico di Verona e del polmone verde circostante, costituito dalle Torricelle. In campo internazionale venne chiamato dall'UNESCO, per il quale si interessò ad alcuni grandi progetti di recupero, come il salvataggio dei templi di Abu Simbel in Egitto e la valorizzazione della valle di Bamiyan, in Afghanistan.